# Driessenia microthrix
Driessenia microthrix är en tvåhjärtbladig växtart som beskrevs av Otto Stapf. Driessenia microthrix ingår i släktet Driessenia och familjen Melastomataceae. Inga underarter finns listade i Catalogue of Life.